# Fanny Fischer
Fanny Fischer (Potsdam, 7 settembre 1986) è una canoista tedesca, vincitrice della medaglia d'oro ai Giochi olimpici di Pechino 2008 nel K4 500 m.

## Palmarès
- Olimpiadi

Pechino 2008: oro nel K4 500 m.
- Mondiali

2005 - Zagabria: bronzo nel K2 200 m.
2006 - Seghedino: argento nel K2 200 m e bronzo nel K2 500 m.
2007 - Duisburg: oro nel K2 200 m e K2 500 m.
2009 - Dartmouth: oro nella staffetta K1 4x200 m, argento nel K2 200 m e K2 500 m.
2010 - Poznań: argento nel K4 500 m.
- Campionati europei di canoa/kayak sprint

Poznań 2005: bronzo nel K2 200m.
Račice 2006: argento nel K2 200m e K2 500m.
Pontevedra 2007: oro nel K2 200m e argento nel K2 500m.
Milano 2008: bronzo nel K2 500m.
Brandeburgo 2009: oro nel K2 200m e nella staffetta K1 4x200m, bronzo nel K2 500m.
Trasona 2010: oro nel K4 500m e bronzo nel K2 200m.